# Geschichte Benins
Die Geschichte Benins umfasst die Entwicklungen auf dem Gebiet der Republik Benin von der französischen Kolonialzeit bis zur Gegenwart.

## Französische Kolonie

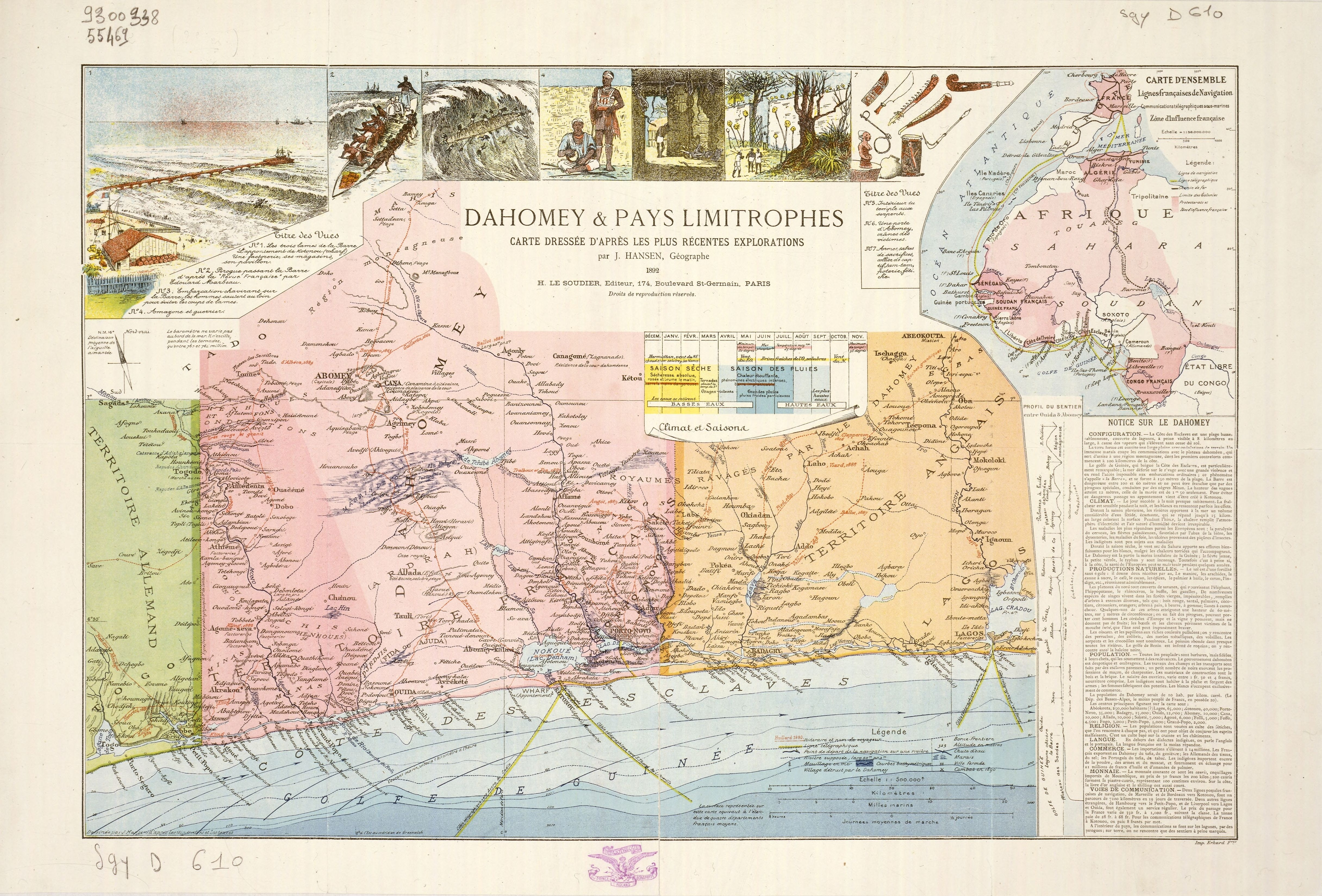
Französische Kolonialkarte der Küstenregion 1892

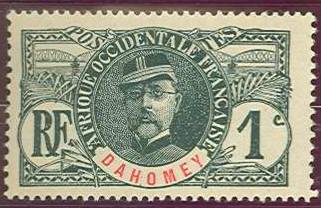
Briefmarke der Kolonialzeit mit Aufdruck „Dahomey“

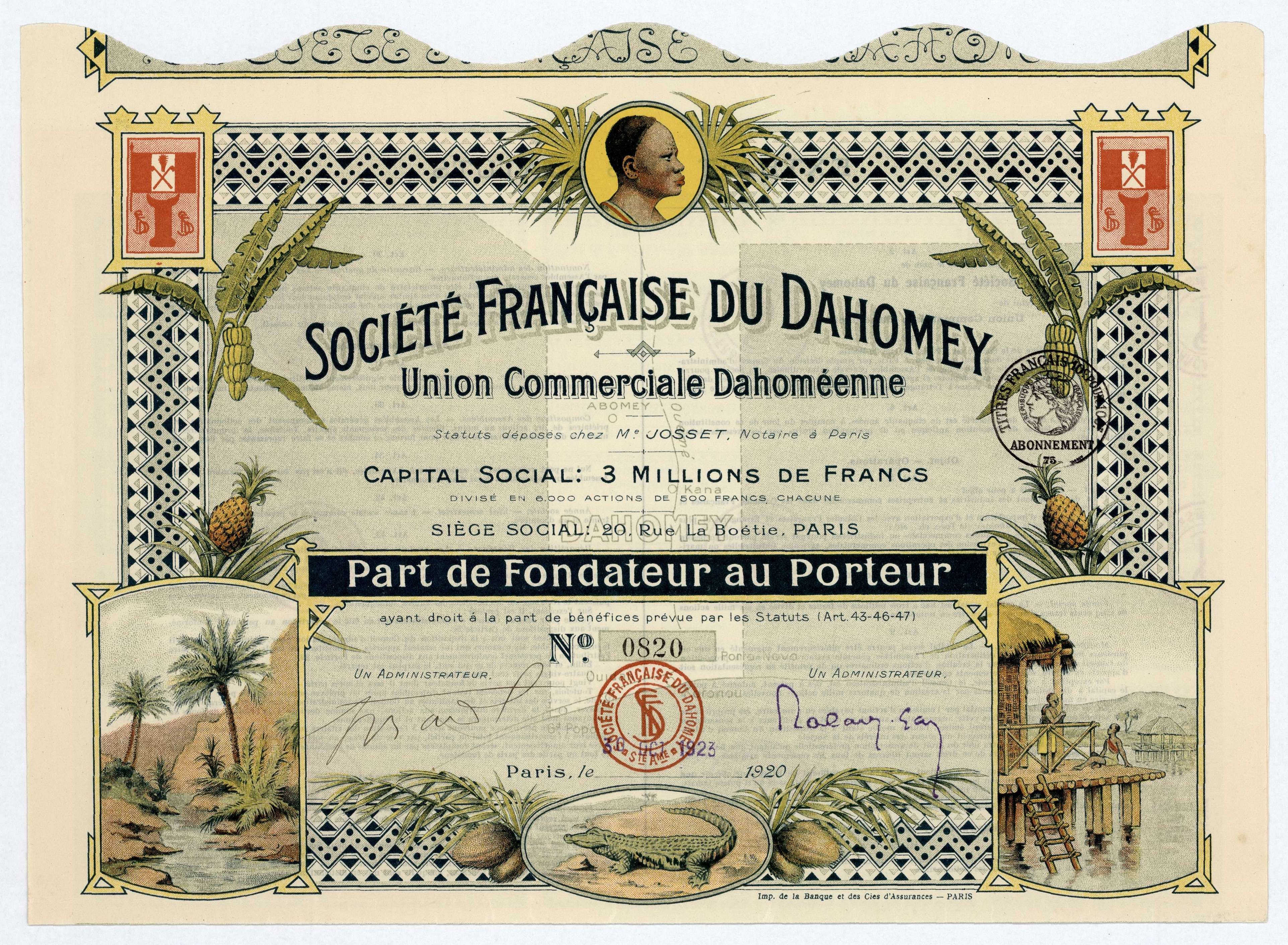
Part de Fondateur der Société Française du Dahomey vom 30. Oktober 1923; diese Handelsgesellschaft exportierte Landesprodukten von Dahomey in das ferne Mutterland Frankreich

Das Gebiet des heutigen Staates Benin bildete seit dem 17. Jahrhundert den größten Teil des Königreichs Dahomey, bis es 1805 von den Franzosen im Auftrag Napoleon Bonapartes besetzt wurde und als Kolonie dem französischen Kaiserreichs einverleibt wurde. Die Kolonie wurde aber 1814 mit der Niederlage gegen Großbritannien im Britisch-Französischen Kolonialkonflikt aufgegeben. 1863 übernahm das  zweite Kaiserreich das Protektorat über das Königreich Porto-Novo im Süden des Landes, 1868 über Cotonou. In den Jahren nach 1879 begann die Inbesitznahme der nördlichen Gebiete.
Nach der Eroberung des Königreichs Dahomey in den 1890er Jahren war das heutige Benin von 1899 bis 1960 Teil von Französisch-Westafrika mit der Hauptstadt Dakar. Der letzte König Béhanzin wurde auf die Karibikinsel Martinique deportiert. Die Eroberung wurde weitgehend durch Truppen aus dem Senegal durchgeführt. Zur Erschließung des Landes wurde der Hafen von Cotonou ausgebaut. Während des Zweiten Weltkrieges blieb die Kolonie zunächst loyal zur Vichy-Regierung und fiel im November 1942 an de Gaulles Freies Frankreich.

### 1945 bis 1960
Mit der Verfassung für die IV. Republik erhielten die Überseebesitzungen im Rahmen der Union française Abgeordnete in der Nationalversammlung und im Senat in Paris. Wie die übrigen Territorien erhielt Dahomey ein eigenes Parlament.  Nach Annahme der Verfassung der V. Republik am 4. Dezember 1958 wurde Dahomey eine autonome Republik. Regierungschef wurde im Mai 1958 Sourou-Migan Apithy, bevor er im Mai 1959 von Hubert Maga abgelöst wurde.
Die Entwicklung des Frauenwahlrechts war von den Verhältnissen in Frankreich bestimmt. Entsprechend der Loi Lamine Guèye von 1946 hatten alle Bürgerinnen und Bürger bei Wahlen zum französischen Parlament und auch bei lokalen Wahlen ein Wahlrecht. Das passive Wahlrecht wurde in dem Gesetz nicht ausdrücklich erwähnt, war aber auch nicht ausgeschlossen. Bei den Wahlen zum Pariser Parlament gab es in Französisch-Westafrika, wozu Dahomey gehörte, kein Zweiklassenwahlrecht wie in anderen französischen Kolonien, für alle örtlichen Wahlen jedoch schon. 1956 wurde die loi-cadre Defferre eingeführt, die in Artikel 10 das allgemeine aktive passive Wahlrecht garantierte. Bei der Unabhängigkeit des Landes 1960 wurde diese Rechtssituation bestätigt.

### Abgeordnete in Paris
- 21. Oktober 1945 für Dahomey und Togo: Sourou-Migan Apithy. Für die ansässigen Europäer Francis Marie Aupiais, nach dessen Tod am 14. Dezember 1945 Jacques Joseph Pierre Marie Bertho
- 2. Juni 1946 beide wiedergewählt
- 10. November 1946 Apithy wiedergewählt für Dahomey, Togo eigener Wahlkreis
- 17. Juni 1951 Apithy wiedergewählt, dazu Hubert Maga
- 2. Januar 1956 beide wiedergewählt

## Unabhängigkeit

### 1960 bis 1972
Zum Zeitpunkt der Unabhängigkeit am 1. August 1960 betrug die Bevölkerungszahl der Republik Dahomey etwa 1,8 Millionen. Dahomey blieb als Mitglied der Westafrikanischen Wirtschafts- und Währungsunion beim CFA-Franc als Währung.
1961 hatte Dahomey einen kurzen Konflikt mit Portugal: Der kleine seit 1680 portugiesische Stützpunkt São João Baptista d’Ajudá bei Ouidah wurde nach einem Ultimatum von den Portugiesen geräumt und am 1. August 1961 von Dahomey übernommen. Außer einem amerikanischen Journalisten Anfang der 1950er Jahre soll nie jemand freiwillig diesen Außenposten besucht haben.
In den Jahren bis 1972 wurde die Politik von drei Politikern dominiert: Dem ehemaligen Regierungschef Sourou-Migan Apithy aus Porto Novo, seinem Nachfolger und Rivalen Maga als Vertreter des Nordens und Justin Ahomadégbé. Dazu spielte seitens der Armee Generalstabschef Christophe Soglo eine wichtige Rolle, nach 1967 sein Nachfolger Iropa Maurice Kouandété. Die wirtschaftliche Lage und Konflikte zwischen den Ethnien sowie den Regionen des Landes führten in den ersten zwölf Jahren zu einer auch für afrikanische Verhältnisse großen Anzahl von Staatsstreichen.
1960 wurde zunächst Maga Präsident mit Apithy als Vizepräsidenten. Anfang 1961 wurde die Parteienlandschaft gleichgeschaltet und die Parti Dahoméen de l'Unité (PDU) als Einheitspartei etabliert. Nach schweren Unruhen trat Maga am 27. Oktober 1963 zurück. Nachdem sein Vize Apithy formell einen Tag an der Spitze des Staates war, übernahm Oberst Soglo als Vorsitzender einer dreiköpfigen Militärjunta die Macht. Nach Ausarbeitung einer neuen Verfassung, die in einem Referendum bestätigt wurde, übernahm am 25. Januar 1964 Apithy das Präsidentenamt. Aptithy trat im November 1965 zurück, um einer neuen Regierung unter dem bisherigen Parlamentspräsidenten Tahirou Congacou Platz zu machen. Dieser wurde am 22. Dezember 1965 von Soglo, inzwischen General, gestürzt, der selber das Präsidentenamt übernahm.
Auch dessen Präsidentschaft war kurz: Am 19. Dezember 1967 wurde er von einer Gruppe jüngerer Offiziere unter Kouandété gestürzt. Die Militärs beriefen 1968 den Zivilisten Émile Derlin Henri Zinsou zum Präsidenten, der im Dezember 1969 durch den nächsten Putsch, wieder unter Kouandétés Führung, gestürzt wurde. Als Vorsitzender des Militärrates wurde Oberstleutnant Paul-Émile de Souza Staatsoberhaupt.
Für 1970 waren Parlaments- und Präsidentschaftswahlen geplant. Die Uneinigkeit der Politiker aus dem Norden und Süden des Landes und die Angst vor einem Bürgerkrieg führten dazu, dass diese Wahlen am 3. April 1970 annulliert wurden. Die Kandidaten (Apithy, Maga, Ahomadégbé und Zinsou) verhandelten daraufhin und vereinbarten einen dreiköpfigen Präsidialrat, dessen drei Mitglieder sich an der Staatsspitze ablösen sollten. Diesem gehörten die bereits genannten Apithy, Maga und Ahomadégbé an. Am 24. April 1970 einigten sich die drei darauf, dass Maga die erste zweijährige Amtsperiode übernehmen solle. Maga löste de Souza am 7. Mai 1970 als Präsident ab. Ahomadégbé übernahm am 7. Mai 1972 wie vereinbart die zweite Amtsperiode. Die Regelung wurde hinfällig, als am 26. Oktober 1972 der Major Mathieu Kérékou putschte und das Trio bis 1981 inhaftieren ließ.

### 1972 bis 1991
Unter Kérékou schlug das Land einen marxistisch-leninistischen Kurs ein und pflegte enge Beziehungen zur Sowjetunion, das Land wurde in die Volksrepublik Benin umgewandelt. Mit der Parti de la révolution populaire du Bénin (PRPB) wurde eine neue Einheitspartei gegründet. Der Mode der Zeit folgend wurde das Land mit Wirkung zum 1. Dezember 1975 in Benin umbenannt, nach dem früheren Königreich Benin, das allerdings im Südwesten Nigerias lag. Anfang 1977 scheiterte der Versuch einer Gruppe von Söldnern unter Führung von Bob Denard, Kérékou zu stürzen (Denard wurde deshalb 1993 in Paris zu fünf Jahren Gefängnis auf Bewährung verurteilt). Am 26. August 1977 erhielt das Land eine neue Verfassung. Unter den gegebenen Bedingungen war die Bestätigung Kérékous als Präsident in den Wahlen von 1979, 1984 und 1989 reine Formsache.
Seit Mitte der 1980er Jahre reduzierte die Sowjetunion ihre Zuwendungen an ihre Verbündeten in der Dritten Welt, was auch für Benin Folgen hatte. Mit der Auflösung des Ostblocks orientierte sich Kérékou neu und führte bis 1991 ein Mehrparteiensystem ein. Nach Unruhen wegen der schlechten Wirtschaftslage wurde Ende 1989 eine Nationalkonferenz einberufen. Am 9. März 1990 wurde ein Rat (Haut Conseil pour la République) als provisorisches oberstes Organ der Legislative gebildet. Diesem Rat gehörten die ehemaligen Staatsoberhäupter Maga, Ahomadégbé, Congacou und Zinsou an. Sie ernannten den ehemaligen Direktor der Weltbank Nicéphore Dieudonné Soglo zum Premierminister einer Übergangsregierung.
Bei den Wahlen im März 1991 wurde Kérékou von Soglo geschlagen, der sein Amt am 4. April 1991 antrat. Gegen Ende seiner Herrschaft hatte er sich bereits vom Sozialismus abgewandt und erste Schritte zu einer Marktwirtschaft unternommen.

### Seit 1991
Seit 1991 kann Benin trotz gelegentlicher Unstimmigkeiten bei Wahlen als Demokratie gelten, 1996 wurden rund 80 zugelassene Parteien gezählt. In den Wahlen vom April 1996 konnte sich wiederum Kérékou mit 52,49 % der Stimmen gegen Soglo durchsetzen. 2001 gewann er ein weiteres Mal, wobei es Vorwürfe von Wahlfälschung gab. Ausländische Wahlbeobachter sprachen von Unstimmigkeiten, gingen aber davon aus, dass sich der Wählerwillen im Ergebnis widerspiegelte. Im März 2003 konnten die Kérékou unterstützenden Parteien die Mehrheit im Parlament gewinnen. Der Verfassung entsprechend durfte Kérékou 2006 nicht wieder als Präsident antreten.